# Erling-Perssons stiftelse
Erling-Perssons stiftelse är en svensk forskningsstiftelse som grundades 1999 av Stefan Persson, ordförande i Hennes & Mauritz, till minne av Erling Persson. Stiftelsen har som viktigaste ändamål att långsiktigt främja vetenskaplig forskning , stödja undervisning och utbildning samt främja vård och uppfostran av barn.
Stiftelsen har sitt ursprung i donationer från familjen Stefan Persson och bildades 1999. Flera donationer har gjorts av familjen sedan stiftelsens tillblivelse och fram till 2016 har sammanlagt 4,2 miljarder kr tillförts dess kapital. Under perioden 1999-2016 har samtidigt projektbidrag till ett värde av omkring 3 miljarder kr delats ut. 
Stiftelsen har donerat 323 miljoner till Stockholm School of Entrepreneurship, 147 miljoner till Handelshögskolan i Stockholm (bland annat till inrättandet av Familjen Stefan Perssons professur i företagsekonomi, grundandet av SSE Business Lab och till Stiftelsen Nordiska Detaljhandelshögskolan). Karolinska Institutet har tagit emot omkring 1 miljard kr av stiftelsen och större bidrag har bland annat gått till byggandet av universitetets nya aula och till stöd för diabetesforskning. Verksamhet vid det nationella centret för molekylära biovetenskaper, SciLifeLab, har fått stöd med drygt 100  miljoner kr. Centrum för Modevetenskap bildades 2006 med hjälp av en donation från stiftelsen (75 mkr). Vidare har Fryshusets aktiviteter för barn och ungdomar fått 124 miljoner i stöd från stiftelsen.